# Джорджевич, Драгослав (Народный герой Югославии)
Драгослав Миланович «Гоша» Джорджевич (серб. Драгослав Милана "Гоша" Ђорђевић; 6 августа 1919 года, Баничина, около Смедеревской-Паланки, Королевство сербов, хорватов и словенцев — 25 сентября 1949, Берн, Швейцария) — югославский общественно-политический деятель, участник Народно-освободительной войны Югославии, Народный герой Югославии.

## Биография
Родился 6 августа 1919 года в деревне Баничина у Смедеревской-Паланки. В возрасте шести лет потерял мать, а его отец Милан женился во второй раз и бросил детей. Драгослав и его брат росли у бабушки. Окончил в деревне начальную школу и ещё три класса гимназии в Смедеревской-Паланке. Поскольку денег семье не хватало, ушёл в Крагуевац учиться в школе Военно-технического завода, где познакомился с рабочим движением. В июне 1937 года перед окончанием четвёртого класса школы был арестован полицией, провёл два месяца в тюрьме и был выслан из Крагуеваца. После уехал в Смедеревску-Паланку, а оттуда в Белград, где работал на фабрике «Годжевац».
В 1938 году окончил четвёртый класс школы завода и ушёл в армию, где и встретил войну: на момент нападения Германии он служил в штабе 5-й армии. После капитуляции Югославии сбежал в Смедеревску-Паланку и примкнул к партизанам. С мая 1941 года — член Коммунистической партии Югославии. Назначен политруком Паланацкой роты 2-го Шумадийского партизанского отряда (вскоре стал заместителем политрука). Участвовал в боях в Шумадии, а после разгрома Ужицкой республики ушёл в Санджак с партизанами. С 1 марта 1942 года — заместитель политрука 2-го Шумадийского партизанского батальона 2-й пролетарской ударной бригады.
«Гоша», как его называли партизаны, в конце 1942 года после освобождения Яйце отправился в Бановину (Банию), где был назначен руководителем политотдела 7-й банийской ударной бригады. В мае 1943 года он окончил партийные курсы при ЦК КПЮ, после чего возглавил политотдел 3-й пролетарской санджакской ударной бригады, а затем стал заместителем политрука и всей 2-й пролетарской ударной бригады. Также занимал пост политрука в 22-й сербской дивизии.
С января 1945 года Джёрджевич был секретарём Пожаревацкого окружного комитета КПЮ, входил в состав ЦК Коммунистической партии Сербии, а с 1948 года — в состав Ревизионной комиссии ЦК КПЮ. Депутат Народной скупщины.
Скончался 25 сентября 1949 года в Берне, где находился на лечении. Похоронен в Белграде на Аллее народных героев Нового кладбища. 25 ноября 1953 года по указу Иосипа Броза Тито посмертно награждён орденом и званием Народного героя Югославии. При жизни также награждён рядом орденов и медалей (в том числе Партизанским памятным знаком 1941 года).
Его именем названа улица в Звездаре.